# 西光寺 (香川県宇多津町)
西光寺（さいこうじ）は、日本の香川県綾歌郡宇多津町にある寺院。

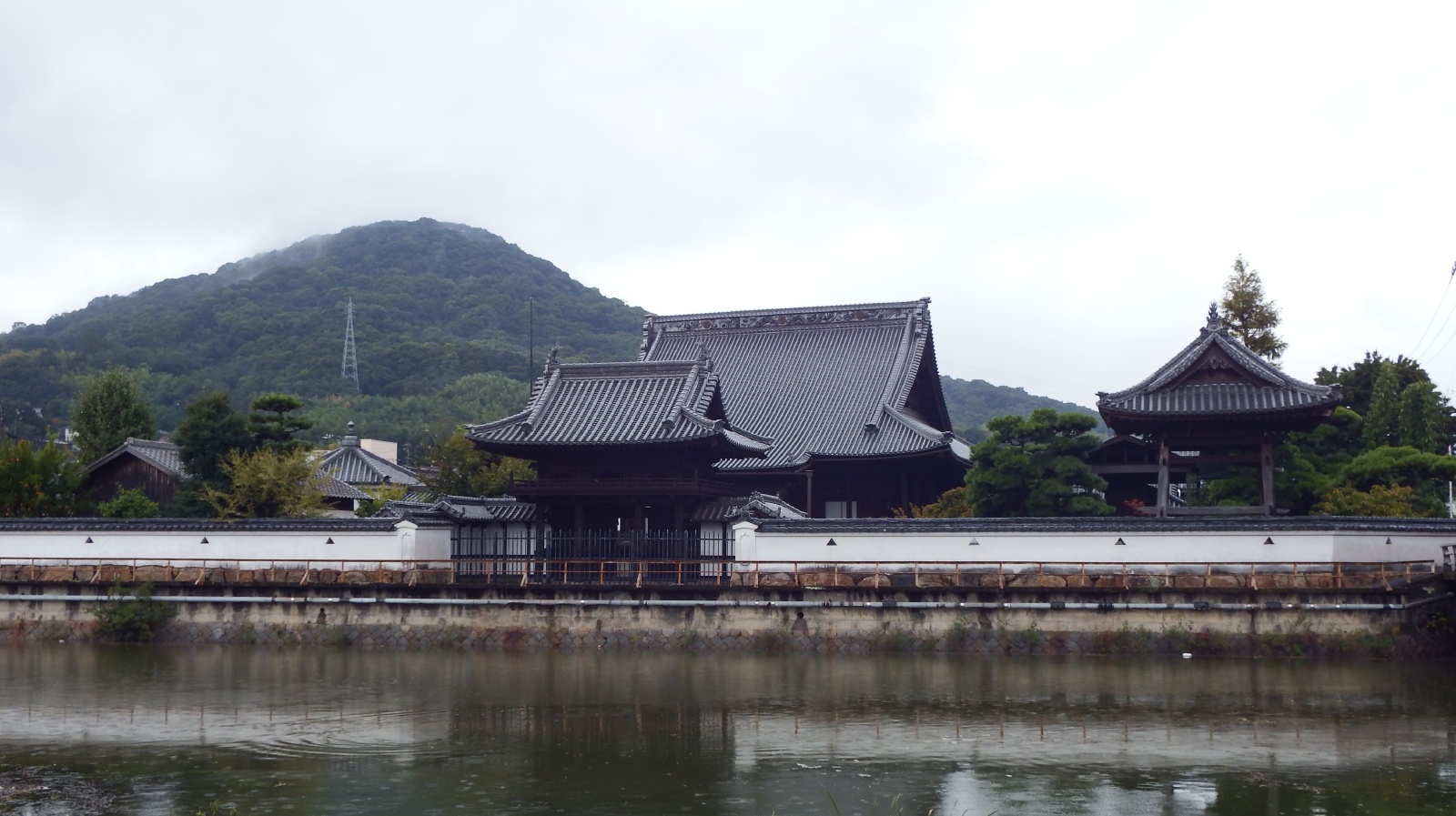
大束川と青ノ山と西光寺

## 概要
西光寺（西光寺）は、香川県綾歌郡宇多津町の街中にある浄土真宗本願寺派の寺で、1208年鎌倉時代の創設である。境内には、本堂、庫裏、山門、船屋形茶室などがある。浄土宗の開祖法然が讃岐に流された際に草庵を営み、弟子の燃慶に譲ったのが始まりとされる。その後、青ノ山山麓で鍋屋道場と称されたが、細川頼之によって移転され、のちに荒廃したといわれている。

## 歴史
西光寺は元は青の山麓にあり、鍋谷下の道場西光寺と呼ばれる。西光寺の始まりは念仏浄土宗を開き創められた開祖法然上人が讃岐の地に流された時に讃岐の地で草庵を営み、それを弟子然慶に譲ったのが始まりとされる。その後の1539年(天文8年)に本願寺第十代證如上人の弟子である進藤向専によって、浄土宗は真宗に改められた。大阪石山合戦では多くの兵糧を本願寺に送ったとされる。

## 境内
- 山門
- 本堂：天保(1833年)に再建されたもので、いづれも高松藩の抱え大工櫛橋一族により手掛けられた。真宗寺院の典型的な様式を踏襲しており、華麗な彫刻を多用していることが特徴である。[3]
- 船屋形茶室：多度津藩の御座船である「順風丸（1864年建造）」とも「日吉丸」とも云われ確定していないが上部構造物を移築したもの。屋根は切妻造りの桟瓦葺で造二階建てで、全長7.4ｍ。東側は2.08ｍ、西側は1.86ｍの台形状で、内部は1階が3部屋あり2階は二畳間が2室と一畳間の構成で、2階の屋根は船底になっている。[4]香川県指定有形文化財・昭和44年4月3日指定

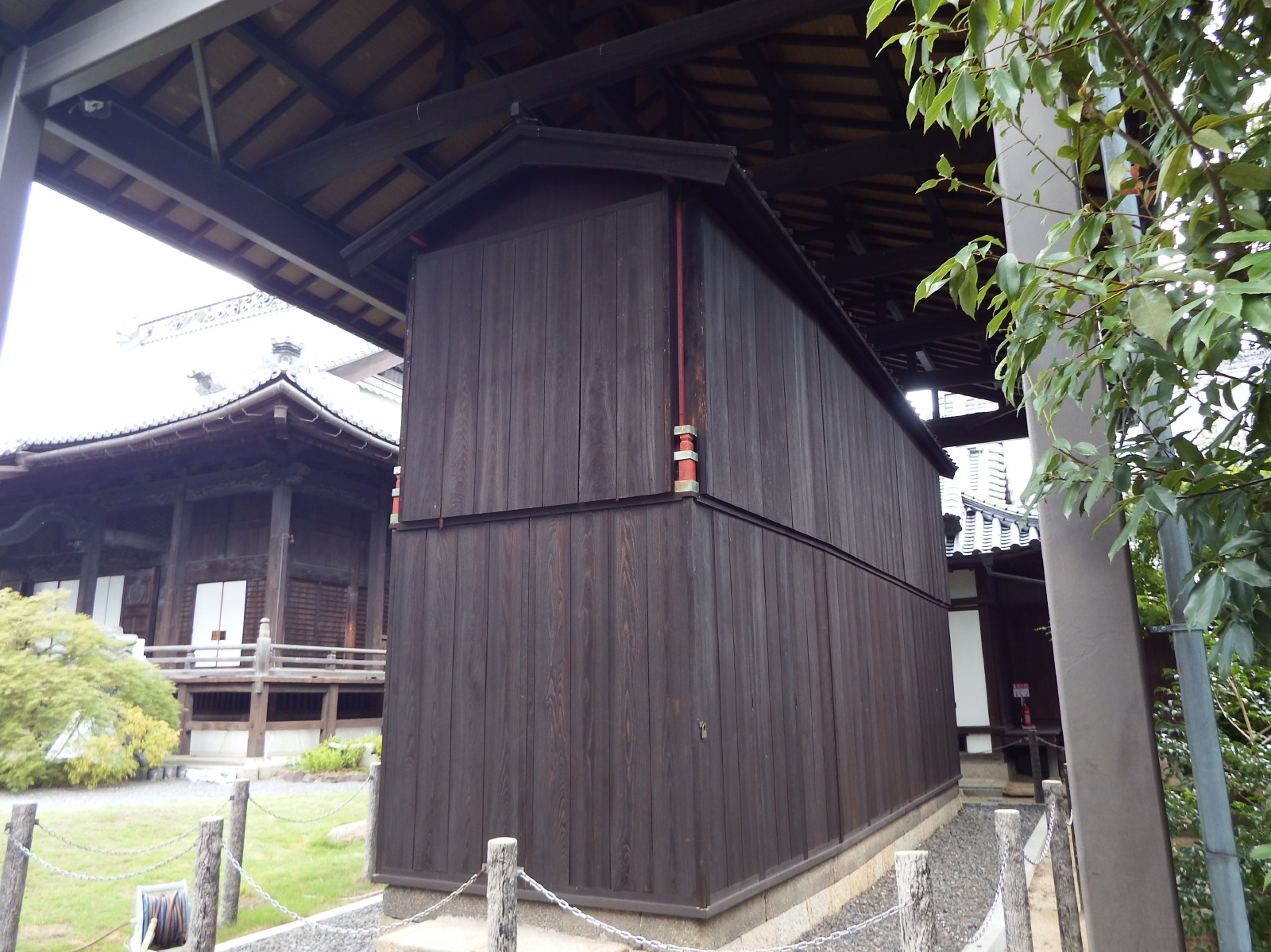
船屋形茶室

- 書院
- 納骨堂
- 鐘楼堂

## 法要と行事
- 船屋形は非公開　1月15日・3月16日・5月21日・8月22日・9月23日と3月上旬の「うたづの町家とおひなさん」に合わせて公開

1月
- 14日～16日 - 御正忌報恩講 西光寺

5月
- 6日～7日 - 久米通賢翁御命日法要
- 21日 - 宗祖降誕会・西光寺市

8月
- 21日～22日 - お虫干し会
- 31日 - 燈籠流し

9月
- 23日～25日 - 彼岸会 永代経

11月
- 日未定 -  西光寺 秋の日帰り旅行